# Brian Walton (Radsportler)

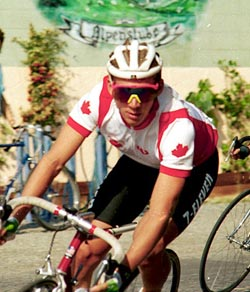
Brian Walton (1988)

Brian Clifford Walton (* 18. Dezember 1965 in Ottawa) ist ein ehemaliger kanadischer Radrennfahrer.
Brian Walton war einer der erfolgreichsten und vielseitigsten Radrennfahrer Kanadas vom Ende der 1980er bis in die 1990er Jahre, auf der Straße wie auf der Bahn. Er wird als der bisher bedeutendste Radsportler aus British Columbia angesehen.

## Erfolge auf der Straße
1987 wurde Walton kanadischer Meister im Straßenrennen der Amateure. 1988  startete er bei den Olympischen Spielen in Seoul und wurde 13. im Mannschaftszeitfahren und 33. im olympischen Straßenrennen; im selben Jahr gewann er die Tour de Gastown und belegte Platz zwei bei der United Texas Tour. Anschließend wurde er Profi. 1989 siegte er beim britischen Milk Race mit einem Etappenerfolg und 1991 bei der Bayern-Rundfahrt. 1993 wurde er Zweiter der Herald Sun Tour und gewann 1994 die Gesamtwertung der Tour of Willamette. 1995 gewann er das Straßenrennen bei den Panamerikanischen Spielen in Mar del Plata. 1997 und 1998 wurde er kanadischer Vize-Meister im Einzelzeitfahren sowie 1998 im Straßenrennen. Im Jahr darauf errang er bei den Panamerikanischen Spielen in Winnipeg die Goldmedaille im Straßenrennen. 2000 belegte er bei der kanadischen Straßenmeisterschaft nochmals einen dritten Platz. Insgesamt errang er zehn nationale Titel.

## Erfolge auf der Bahn
1993 und 1994 wurde Walton kanadischer Meister im Punktefahren auf der Bahn. Bei den Commonwealth Games 1994 in Victoria errang er die Bronzemedaille im Scratch und bei den Olympischen Spielen 1996 in Atlanta die Silbermedaille im Punktefahren; vier Jahre später wurde er bei den Spielen in Sydney Neunter in dieser Disziplin. Mehrfach belegte er auch vordere Plätze bei Läufen des Bahnrad-Weltcups.

## Ehrungen und Berufliches
2006 wurde Brian Walton die British Columbia Sports Hall of Fame aufgenommen. Seit seinem Rücktritt vom aktiven Radsport ist er als  Radsporttrainer tätig. Er lebt und arbeitet in Philadelphia.